# Landgericht München I

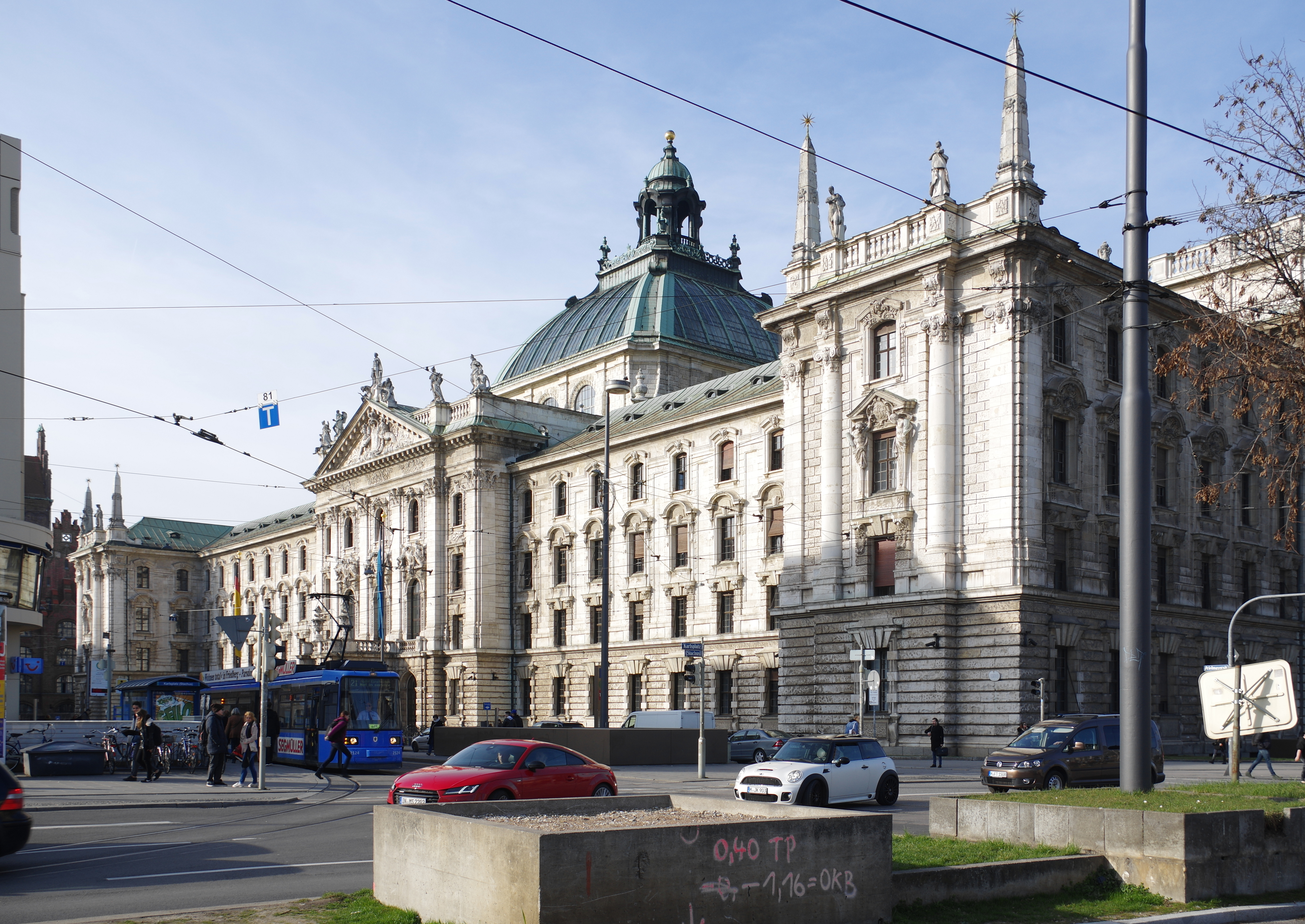
Justizpalast, Südwestseite

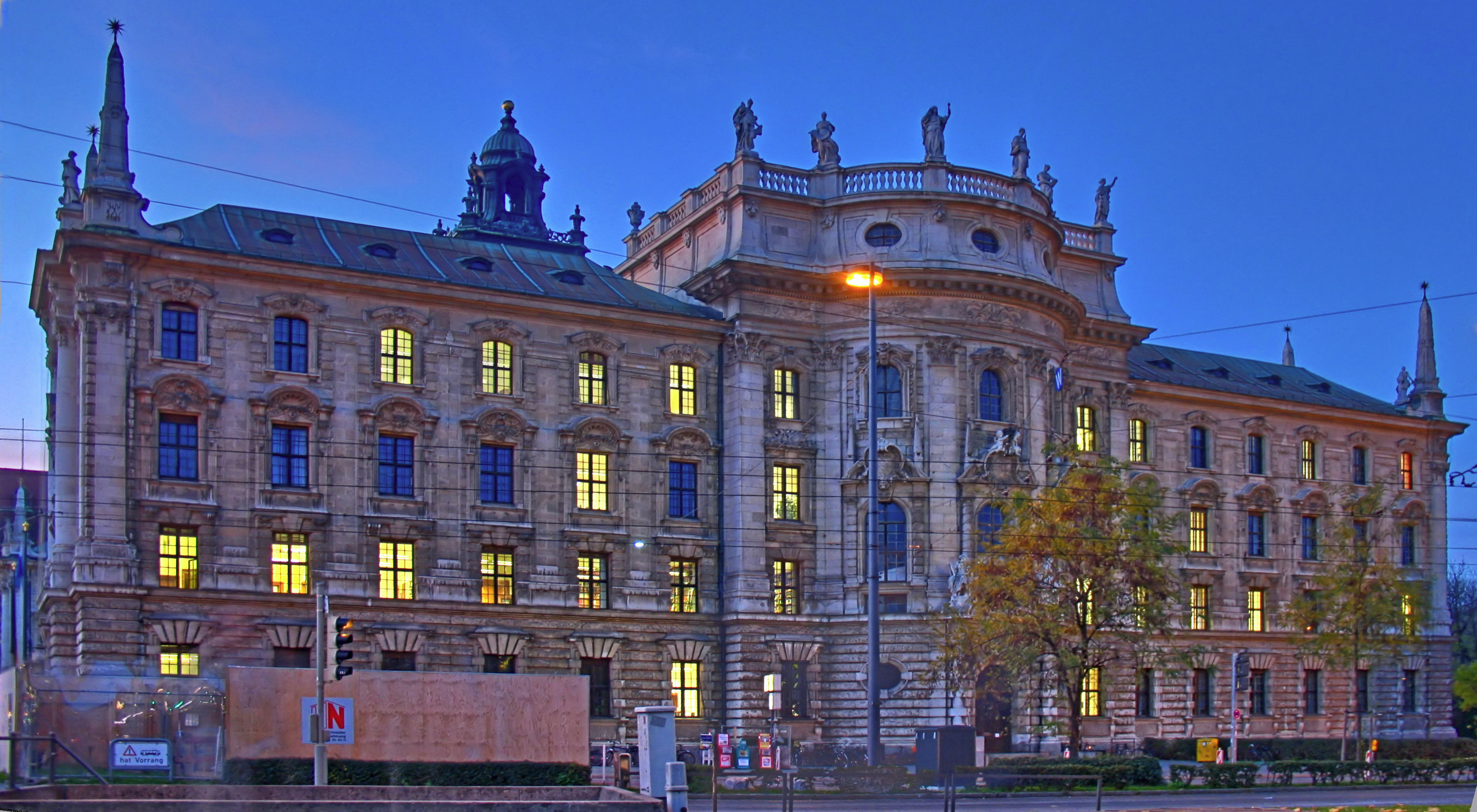
Justizpalast, Südostseite

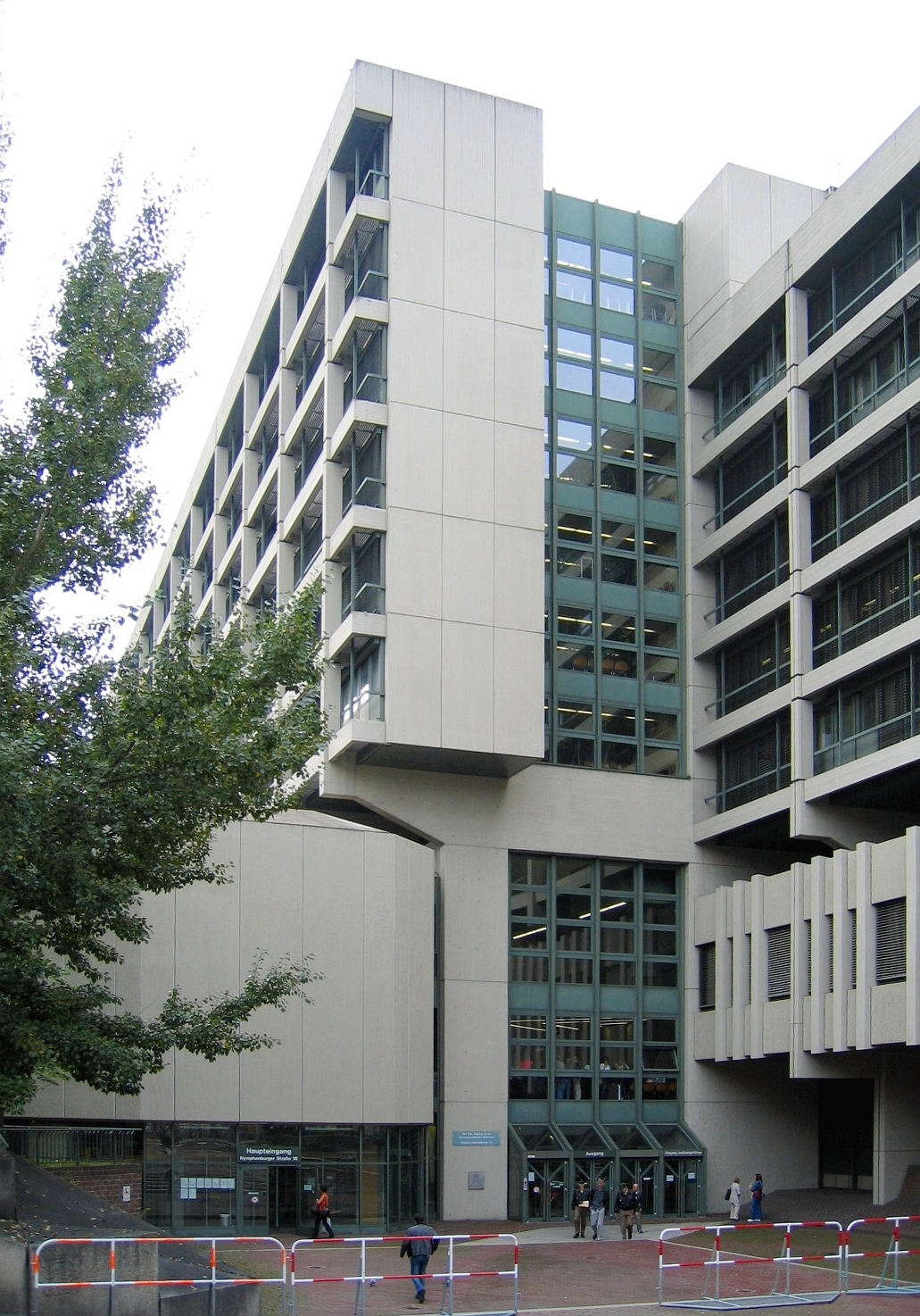
Strafjustizzentrum

Das Landgericht München I ist ein Gericht der ordentlichen Gerichtsbarkeit. Es ist das größte der 22 bayerischen Landgerichte.
Seit 1. Oktober 2021 ist Beatrix Schobel Präsidentin des Landgerichts München I.

## Geschichte
Vorläufer des heutigen Landgerichts ist das 1857 gegründete bayerische Bezirksgericht München rechts der Isar, das mit dem Gerichtsverfassungsgesetz von 1879 in ein Landgericht umgewandelt wurde.

## Gerichtsgebäude
Dienstsitz ist der Justizpalast in der Prielmayerstraße 7 in München. Der Justizpalast wurde 1891–1897 von Friedrich von Thiersch errichtet. Teile der Ziviljustiz (Gewerblicher Rechtsschutz, Baukammern, Kammern für Handelssachen) befinden sich im Gebäude Lenbachplatz 7. Die Strafkammern befinden sich im Strafjustizzentrum in der Nymphenburger Straße 16.

## Landgerichtsbezirk
Der Bezirk des Landgerichts München I erstreckt sich auf den Bezirk des Amtsgerichts München, der wiederum die kreisfreie Stadt München und den Landkreis München umfasst. In dem etwa 977 km² großen Gerichtsbezirk leben rund 1,8 Millionen Menschen.
Im Landgerichtsbezirk München I sind 19.291 Rechtsanwälte zugelassen.

## Über- und nachgeordnete Gerichte
Das Landgericht München I ist neben dem Landgericht München II eines von zehn Landgerichten, denen das Oberlandesgericht München übergeordnet ist. Es ist neben dem Landgericht Berlin I das einzige deutsche Landgericht, dem nur ein Amtsgericht, das Amtsgericht München nachgeordnet ist.

## Bekannte Verfahren (Auswahl)
- Verfahren gegen den Waffenhändler beim Anschlag in München 2016
- Prozess zum Milliarden-Fehlkauf der HGAA durch die BayernLB[3]
- Steuerstrafverfahren gegen Boris Becker
- Belzec-Prozess
- BMW-Bestechungsaffäre
- Mordfall Charlotte Böhringer
- Verfahren gegen Rolf-Ernst Breuer
- Verfahren gegen Bernie Ecclestone
- Elsässer-Ditfurth-Prozess
- Verfahren gegen Georg Funke als Ex-Vorstandsvorsitzendem der Hypo Real Estate
- Verfahren gegen Günther Kaufmann
- Verfahren gegen Erich Kiesl
- Ferrostaal Korruptionsaffäre
- MAN-Korruptionsaffäre
- Amtshaftungsprozess im Fall Gustl Mollath[4]
- Siemens-Korruptionsaffäre
- Prozess gegen Fritz Teufel wegen zweier versuchter Brandanschläge im Januar 1971[5]
- Verfahren gegen den Besenstielräuber Harald Zirngibl
- Verfahren gegen Markus B. u. a. wegen Verdachts des gewerbsmäßigen Bandenbetrugs u. a. („Wirecard“)[6]
- Kapitalmarktrechtliche Schadenersatzforderungen der Aktionäre von Wirecard können nicht als Insolvenzforderung angemeldet werden (Zivilverfahren)[7]

## Präsidenten (Auswahl)
- 1885–1887: Leopold von Leonrod
- 1913–1914: Carl von Braun
- 1914–1919: Alfred Dürbig
- 1925–1929: Matthias Hahn[8]
- 1937–1939: Ernst Dürig
- 1939–1944: Karl Bauer
- 1986–1996: Wilhelm Paul († 2024)
- 1996–2001: Edda Huther
- 2001–2008: Constanze Angerer
- 2008–2012: Gerhard Mützel († 2024)
- 2012–2018: Hans-Joachim Heßler
- 2018–2021: Andrea Schmidt
- 2021–heute: Beatrix Schobel

## Bekannte Richter (Auswahl)
- Hans Dieter Beck, Richter und Verleger C. H. Beck 1964–1971
- Hans-Joachim Eckert, Vorsitzender Richter 2005–2015
- Manfred Götzl, Richter 1990–1999